# NASA X-38
X-38 Crew Return Vehicle (CRV) je bil prototip brezkrilnega dvižnega trupa, ki bi se uporabljal kot CRV za Mednarodno vesoljsko postajo (ISS). X-38 so razvili do stopnje plovila za spustni preskus (drop test vehicle), nato pa so njegov razvoj leta 2002 ustavili zaradi zmanjšanj proračuna.
Program X-38 je vodilo Nasino Jonsonovo vesoljsko središče. Nenavadno za letala X sta v programu sodelovala Evropska vesoljska agencija (ESA) in Nemško središče za letalstvo in vesoljske polete (DLR). Izvirno se je program imenoval X-35, programski vodja je bil tedanji Nasin inženir John F. Muratore, inženir za preskus poletov pa je bil tedanji Nasin sistemski inženir in njen prihodnji astronavt Michael Edward Fossum.